# Aberdeen (Hong Kong)
Aberdeen es un distrito en la costa sur de la Isla de Hong Kong, en Hong Kong. Administrativamente forma parte del Distrito Sur. El nombre de Aberdeen por lo general se refiere para cubrir las áreas de Aberdeen, Wong Chuk Hang y Ap Lei Chau, pero se utiliza más a menudo para referirse a la ciudad solamente. Cuenta una población de aproximadamente 60,000 habitantes.
historia simple: el nombre de Hong Kong inicialmente significa hoy en día Aberdeen, el nombre de Hong Kong apareció por primera vez durante la dinastía ming.
Es famoso por los restaurantes flotantes ubicados dentro de los refugios de Aberdeen Typhoon. El pueblo tanka está asociado a la industria pesquera, también existen docenas de expatriados que viven en los barcos en el puerto.